# جون هاريس (لاعب كرة قاعدة)
جون هاريس (بالإنجليزية: John Harris)‏ هو لاعب كرة قاعدة أمريكي، ولد في 13 سبتمبر 1954 في بورتلاند في الولايات المتحدة.

## وصلات خارجية
- جون هاريس على موقعبيزبول رفرنس.كوم (الدوري الرئيسي) (الإنجليزية)
- جون هاريس على موقعبيزبول رفرنس.كوم (الدوري الثانوي) (الإنجليزية)